# Bondurant (Iowa)
Bondurant è una città degli Stati Uniti d'America, situata nello Stato dell'Iowa, nella contea di Polk.